# Bułgaria na Letnich Igrzyskach Olimpijskich 2024
Bułgaria na Letnich Igrzyskach Olimpijskich 2024 – reprezentacja Bułgarii na Letnich Igrzyskach Olimpijskich 2024, które odbyły się w dniach 26 lipca – 11 sierpnia 2024 w Paryżu.
Był to 22. występ zawodników z tego państwa na letnich igrzyskach olimpijskich.
Reprezentacja składała się z 46 sportowców – 21 mężczyzn i 25 kobiet, konkurujących w 16 dyscyplinach. Zdobyli 7 medalów – 3 złote, 1 srebrny i 3 brązowe.

## Skład

### Badminton
| Zawodniczka                    | Konkurencja | Faza grupowa                            | Faza grupowa                        | Faza grupowa               | Faza grupowa | 1/8 finału | Ćwierćfinał                  | Półfinał | Finał/BM | Pozycja | Źródła      |
| Zawodniczka                    | Konkurencja | Przeciwnik Wynik                        | Przeciwnik Wynik                    | Przeciwnik Wynik           | Pozycja      | 1/8 finału | Ćwierćfinał                  | Półfinał | Finał/BM | Pozycja | Źródła      |
| ------------------------------ | ----------- | --------------------------------------- | ----------------------------------- | -------------------------- | ------------ | ---------- | ---------------------------- | -------- | -------- | ------- | ----------- |
| Kalojana Nalbantowa            | singel (k)  | An P 0-2 (15-21; 11-21)                 | Qi W 2-0 (21-18; 21-18)             | -                          | 2.           | NQ         | NQ                           | NQ       | NQ       | 14.     | [ 1 ]       |
| Gabriela Stoewa Stefani Stoewa | debel (k)   | Yeung/Yeung W 2-1 (21-11; 21-23; 21-15) | Liu/Tan P 1-2 (21-19; 10-21; 16-21) | Xu/Xu W 2-0 (21-18; 21-12) | 2.           | -          | Chen/Jia P 0-2 (15-21; 8-21) | NQ       | NQ       | 5.      | [ 2 ] [ 3 ] |

### Boks
| Zawodnik          | Konkurencja    | 1/16 finału      | 1/8 finału       | Ćwierćfinał      | Półfinał         | Finał            | Pozycja | Źródła |
| Zawodnik          | Konkurencja    | Przeciwnik Wynik | Przeciwnik Wynik | Przeciwnik Wynik | Przeciwnik Wynik | Przeciwnik Wynik | Pozycja | Źródła |
| ----------------- | -------------- | ---------------- | ---------------- | ---------------- | ---------------- | ---------------- | ------- | ------ |
| Javier Ibáñez     | do 57 kg (m)   | BYE              | Abduraimow W 5-0 | Harada W 5-0     | Uulu P 1-4       | NQ               | brąz    | [ 4 ]  |
| Rami Kiwan        | do 71 kg (m)   | Durkacz W 5-0    | Davey W 5-0      | Jones P 0-5      | NQ               | NQ               | 5.      | [ 5 ]  |
| Stanimira Petrowa | do 54 kg (k)   | BYE              | Huang W 4-1      | Chang P 1-4      | NQ               | NQ               | 5.      | [ 6 ]  |
| Radosław Rosenow  | do 63,5 kg (m) | Usmonow W 5-0    | Sanford P 0-5    | NQ               | NQ               | NQ               | 9.      | [ 7 ]  |
| Swietłana Stanewa | do 57 kg (k)   | BYE              | Walsh W 5-0      | Lin P 0-5        | NQ               | NQ               | 5.      | [ 8 ]  |

### Gimnastyka

#### Sportowa
| Zawodniczka         | Konkurencja | Eliminacje | Eliminacje | Finał  | Finał   | Pozycja | Źródła       |
| Zawodniczka         | Konkurencja | Wynik      | Pozycja    | Wynik  | Pozycja | Pozycja | Źródła       |
| ------------------- | ----------- | ---------- | ---------- | ------ | ------- | ------- | ------------ |
| Walentina Georgiewa | skoki (k)   | 13,999     | 9.         | 13,983 | 5.      | 5.      | [ 9 ] [ 10 ] |

| Zawodnik    | Konkurencja               | Kwalifikacje | Kwalifikacje | Kwalifikacje | Kwalifikacje | Kwalifikacje | Kwalifikacje | Kwalifikacje | Kwalifikacje | Finał    | Finał    | Finał    | Finał    | Finał    | Finał    | Finał | Finał   | Pozycja | Źródła |
| Zawodnik    | Konkurencja               | Przyrząd     | Przyrząd     | Przyrząd     | Przyrząd     | Przyrząd     | Przyrząd     | Razem        | Pozycja      | Przyrząd | Przyrząd | Przyrząd | Przyrząd | Przyrząd | Przyrząd | Razem | Pozycja | Pozycja | Źródła |
| Zawodnik    | Konkurencja               | F            | PH           | R            | V            | PB           | HB           | Razem        | Pozycja      | F        | PH       | R        | V        | PB       | HB       | Razem | Pozycja | Pozycja | Źródła |
| ----------- | ------------------------- | ------------ | ------------ | ------------ | ------------ | ------------ | ------------ | ------------ | ------------ | -------- | -------- | -------- | -------- | -------- | -------- | ----- | ------- | ------- | ------ |
| Kewin Penew | wielobój indywidualny (m) | 14,166       | 11,633       | 13,166       | 14,000       | 12,466       | 12,200       | 77,631       | 42.          | NQ       | NQ       | NQ       | NQ       | NQ       | NQ       | NQ    | NQ      | 42.     | [ 11 ] |

#### Artystyczna
| Zawodniczka                                                                          | Konkurencja            | Kwalifikacje | Kwalifikacje | Kwalifikacje | Kwalifikacje | Finał  | Finał  | Finał  | Finał   | Pozycja | Źródła |
| Zawodniczka                                                                          | Konkurencja            | P            | OM           | Razem        | Pozycja      | P      | OM     | Razem  | Pozycja | Pozycja | Źródła |
| ------------------------------------------------------------------------------------ | ---------------------- | ------------ | ------------ | ------------ | ------------ | ------ | ------ | ------ | ------- | ------- | ------ |
| Sofia Iwanowa Magdalina Minewska Kamelija Petrowa Rachel Stojanow Margarita Wasilewa | wielobój drużynowy (k) | 37,700       | 32,700       | 70,400       | 1.           | 34,100 | 33,700 | 67,800 | 4.      | 4.      | [ 12 ] |

| Zawodniczka       | Konkurencja               | Kwalifikacje | Kwalifikacje | Kwalifikacje | Kwalifikacje | Kwalifikacje | Kwalifikacje | Finał  | Finał  | Finał  | Finał  | Finał   | Finał   | Pozycja | Źródła        |
| Zawodniczka       | Konkurencja               | O            | P            | M            | W            | Razem        | Pozycja      | O      | P      | M      | W      | Razem   | Pozycja | Pozycja | Źródła        |
| ----------------- | ------------------------- | ------------ | ------------ | ------------ | ------------ | ------------ | ------------ | ------ | ------ | ------ | ------ | ------- | ------- | ------- | ------------- |
| Borjana Kalejn    | wielobój indywidualny (k) | 33,350       | 34,600       | 33,600       | 32,900       | 136,450      | 3.           | 35,850 | 36,450 | 34,550 | 33,750 | 140,600 | 2.      | srebro  | [ 13 ] [ 14 ] |
| Stiliana Nikolowa | wielobój indywidualny (k) | 33,900       | 34,700       | 28,050       | 31,050       | 127,700      | 11.          | NQ     | NQ     | NQ     | NQ     | NQ      | NQ      | 11.     | [ 13 ] [ 14 ] |

### Judo
| Zawodnik      | Konkurencja  | 1/16 finału      | 1/8 finału       | Ćwierćfinał      | Półfinał         | Finał            | Pozycja | Źródła |
| Zawodnik      | Konkurencja  | Przeciwnik Wynik | Przeciwnik Wynik | Przeciwnik Wynik | Przeciwnik Wynik | Przeciwnik Wynik | Pozycja | Źródła |
| ------------- | ------------ | ---------------- | ---------------- | ---------------- | ---------------- | ---------------- | ------- | ------ |
| Mark Hristow  | do 73 kg (m) | Houssein W 10-0  | Hashimoto P 0-1  | NQ               | NQ               | NQ               | 9.      | [ 15 ] |
| Iwajło Iwanow | do 90 kg (m) | Sagaipow W 1-0   | Bekauri P 0-1    | NQ               | NQ               | NQ               | 9.      | [ 16 ] |

### Kajakarstwo
| Zawodniczka      | Konkurencja   | Eliminacje | Eliminacje | Ćwierćfinał | Ćwierćfinał | Półfinał | Półfinał | Finał | Finał   | Pozycja | Źródła |
| Zawodniczka      | Konkurencja   | Czas       | Pozycja    | Czas        | Pozycja     | Czas     | Pozycja  | Czas  | Pozycja | Pozycja | Źródła |
| ---------------- | ------------- | ---------- | ---------- | ----------- | ----------- | -------- | -------- | ----- | ------- | ------- | ------ |
| Joana Georgijewa | K-1 500 m (k) | 1:55,76    | 3.         | 1:51,74     | 3.          | 1:54,02  | 7.       | NQ    | NQ      | 28.     | [ 17 ] |

### Lekkoatletyka
| Zawodnik            | Konkurencja    | Kwalifikacje | Kwalifikacje | Finał | Finał   | Pozycja | Źródła |
| Zawodnik            | Konkurencja    | Wynik        | Pozycja      | Wynik | Pozycja | Pozycja | Źródła |
| ------------------- | -------------- | ------------ | ------------ | ----- | ------- | ------- | ------ |
| Mireła Demirewa     | skok wzwyż (k) | 1,88         | 11.          | NQ    | NQ      | 19.     | [ 18 ] |
| Tichomir Iwanow     | skok wzwyż (m) | 2,24         | 5.           | 2,27  | 7.      | 7.      | [ 19 ] |
| Płamena Mitkowa     | skok w dal (k) | 6,45         | 10.          | NQ    | NQ      | 19.     | [ 20 ] |
| Gabrieła Petrowa    | trójskok (k)   | 13,77        | 11.          | NQ    | NQ      | 21.     | [ 21 ] |
| Bożydar Sarabojukow | skok w dal (m) | 7,87         | 7.           | NQ    | NQ      | 14.     | [ 22 ] |

### Pięciobój nowoczesny
| Zawodnik       | Szermierka | Szermierka | Szermierka | Jazda konna | Jazda konna | Pływanie | Pływanie | Pływanie | Strzelanie/bieg przełajowy | Strzelanie/bieg przełajowy | Strzelanie/bieg przełajowy | Suma punktów | Pozycja | Źródło |
| Zawodnik       | Wygrane    | Poz.       | Punkty     | Poz.        | Punkty      | Czas     | Poz.     | Punkty   | Czas                       | Poz.                       | Punkty                     | Suma punktów | Pozycja | Źródło |
| -------------- | ---------- | ---------- | ---------- | ----------- | ----------- | -------- | -------- | -------- | -------------------------- | -------------------------- | -------------------------- | ------------ | ------- | ------ |
| Todor Michałew | 20         | 12         | 225        | 9.          | 293         | 2:06,85  | 12.      | 297      | 10:24,04                   | 13.                        | 676                        | 1491         | 22.     | [ 23 ] |

### Pływanie
| Zawodnik           | Konkurencja               | Eliminacje | Eliminacje | Półfinał | Półfinał | Finał | Finał   | Pozycja | Źródła |
| Zawodnik           | Konkurencja               | Czas       | Pozycja    | Czas     | Pozycja  | Czas  | Pozycja | Pozycja | Źródła |
| ------------------ | ------------------------- | ---------- | ---------- | -------- | -------- | ----- | ------- | ------- | ------ |
| Lubomir Epitropow  | 200 m st. klasycznym (m)  | 2:10,59    | 3.         | 2:09,93  | 4.       | NQ    | NQ      | 9.      | [ 24 ] |
| Gabriela Georgiewa | 100 m st. grzbietowym (k) | 1:02,16    | 8.         | NQ       | NQ       | NQ    | NQ      | 24      | [ 25 ] |
| Gabriela Georgiewa | 200 m st. grzbietowym (k) | 2:12,15    | 7.         | NQ       | NQ       | NQ    | NQ      | 21.     | [ 26 ] |
| Josif Miladinow    | 100 m st. motylkowym (m)  | 51,77      | 5.         | NQ       | NQ       | NQ    | NQ      | 17.     | [ 27 ] |
| Petar Mitsin       | 200 m st. motylkowym (m)  | 1:57,03    | 1.         | NQ       | NQ       | NQ    | NQ      | 19.     | [ 28 ] |
| Petar Mitsin       | 400 m st. dowolnym (m)    | 3:49,30    | 7.         | NQ       | NQ       | NQ    | NQ      | 21.     | [ 29 ] |

### Podnoszenie ciężarów
| Zawodnik        | Konkurencja  | Rwanie | Podrzut | Razem | Pozycja | Źródła |
| --------------- | ------------ | ------ | ------- | ----- | ------- | ------ |
| Bożidar Andreew | do 73 kg (m) | 154    | 190     | 344   | brąz    | [ 30 ] |
| Iwan Dimow      | do 61 kg (m) | 135    | DNF     | DNF   | DNF     | [ 31 ] |
| Karlos Nasar    | do 89 kg (m) | 180    | 224 ·   | 404 · | złoto   | [ 32 ] |

### Strzelectwo
| Zawodnik                           | Konkurencja                         | Kwalifikacje | Kwalifikacje | Finał | Finał   | Pozycja | Źródła |
| Zawodnik                           | Konkurencja                         | Wynik        | Pozycja      | Wynik | Pozycja | Pozycja | Źródła |
| ---------------------------------- | ----------------------------------- | ------------ | ------------ | ----- | ------- | ------- | ------ |
| Kiril Kirow                        | pistolet pneumatyczny, 10 m (m)     | 575-16x      | 16.          | NQ    | NQ      | 16.     | [ 33 ] |
| Antoaneta Konstadinowa             | pistolet pneumatyczny, 10 m (k)     | 573-14x      | 16.          | NQ    | NQ      | 16.     | [ 34 ] |
| Antoaneta Konstadinowa             | pistolet sportowy, 25 m (k)         | 583-18x      | 11.          | NQ    | NQ      | 11.     | [ 35 ] |
| Kiril Kirow Antoaneta Konstadinowa | pistolet pneumatyczny, 10 m (mikst) | 574-19x      | 12.          | NQ    | NQ      | 12.     | [ 36 ] |

### Szermierka
| Zawodniczka  | Konkurencja | 1/16 finału         | 1/8 finału          | Ćwierćfinał         | Półfinał            | Finał               | Pozycja | Źródła        |
| Zawodniczka  | Konkurencja | Przeciwniczka Wynik | Przeciwniczka Wynik | Przeciwniczka Wynik | Przeciwniczka Wynik | Przeciwniczka Wynik | Pozycja | Źródła        |
| ------------ | ----------- | ------------------- | ------------------- | ------------------- | ------------------- | ------------------- | ------- | ------------- |
| Joana Iliewa | szabla (k)  | Takashima W 15-10   | Szűcs P 10-15       | NQ                  | NQ                  | NQ                  | 10.     | [ 37 ] [ 38 ] |

### Taekwondo
| Zawodniczka    | Konkurencja  | 1/8 finału          | Ćwierćfinał         | Półfinał            | Repasaż             | Finał/BM            | Pozycja | Źródła |
| Zawodniczka    | Konkurencja  | Przeciwniczka Wynik | Przeciwniczka Wynik | Przeciwniczka Wynik | Przeciwniczka Wynik | Przeciwniczka Wynik | Pozycja | Źródła |
| -------------- | ------------ | ------------------- | ------------------- | ------------------- | ------------------- | ------------------- | ------- | ------ |
| Kimia Alizadeh | do 57 kg (k) | Kiyanichandeh P 2-1 | NQ                  | NQ                  | Toumi W 2-0         | Luo W 2-1           | brąz    | [ 39 ] |

### Tenis ziemny
| Zawodniczka      | Konkurencja | 1. runda               | 2. runda                      | 3. runda            | Ćwierćfinał         | Półfinał            | Finał/BM            | Pozycja | Źródła        |
| Zawodniczka      | Konkurencja | Przeciwniczka Wynik    | Przeciwniczka Wynik           | Przeciwniczka Wynik | Przeciwniczka Wynik | Przeciwniczka Wynik | Przeciwniczka Wynik | Pozycja | Źródła        |
| ---------------- | ----------- | ---------------------- | ----------------------------- | ------------------- | ------------------- | ------------------- | ------------------- | ------- | ------------- |
| Wiktorija Tomowa | singel (k)  | Fręch W 2-0 (6-4; 7-6) | Navarro P 1-2 (7-6; 4-6; 1-6) | NQ                  | NQ                  | NQ                  | NQ                  | 17.     | [ 40 ] [ 41 ] |

### Wioślarstwo
| Zawodnik           | Konkurencja | Eliminacje | Eliminacje | Repasaż | Repasaż | Ćwierćfinał | Ćwierćfinał | Półfinał | Półfinał | Finały          | Finały  | Pozycja | Źródła |
| Zawodnik           | Konkurencja | Czas       | Pozycja    | Czas    | Pozycja | Czas        | Pozycja     | Czas     | Pozycja  | Czas            | Pozycja | Pozycja | Źródła |
| ------------------ | ----------- | ---------- | ---------- | ------- | ------- | ----------- | ----------- | -------- | -------- | --------------- | ------- | ------- | ------ |
| Desisława Angelowa | jedynka (k) | 7:42,73    | 2.         | BYE     | BYE     | 7:41,25     | 3.          | 7:27,16  | 3.       | 7:33,19 Finał A | 6.      | 6       | [ 42 ] |
| Kristian Wasiljew  | jedynka (m) | 6:56,53    | 2.         | BYE     | BYE     | 6:58,67     | 4.          | 6:57,75  | 2.       | 6:44,61 Finał C | 2.      | 14.     | [ 43 ] |

### Zapasy
| Zawodnik           | Konkurencja                      | 1/8 finału       | Ćwierćfinał      | Repasaż          | Półfinał         | Finał/BM         | Pozycja | Źródła |
| Zawodnik           | Konkurencja                      | Przeciwnik Wynik | Przeciwnik Wynik | Przeciwnik Wynik | Przeciwnik Wynik | Przeciwnik Wynik | Pozycja | Źródła |
| ------------------ | -------------------------------- | ---------------- | ---------------- | ---------------- | ---------------- | ---------------- | ------- | ------ |
| Bilana Dudowa      | do 62 kg (k)                     | Lindborg W 8-3   | Koladenko P 3-7  | Orchon P 1-3     | NQ               | NQ               | 8.      | [ 44 ] |
| Kirił Miłow        | do 130 kg w stylu klasycznym (m) | Acosta P 1-1     | NQ               | Mohamed P 4-6    | NQ               | NQ               | 9.      | [ 45 ] |
| Ajk Mnacakanian    | do 77 kg w stylu klasycznym (m)  | Süleymanov P 0-2 | NQ               | NQ               | NQ               | NQ               | 12.     | [ 46 ] |
| Semen Nowikow      | do 87 kg w stylu klasycznym (m)  | Bisultanov W 5-1 | Gobadze W 8-3    | BYE              | Losonczi W 3-1   | Mohmadi W 7-0    | złoto   | [ 47 ] |
| Magomied Ramazanow | do 86 kg w stylu wolnym (m)      | Moore W 12-2     | Szapijew W 4-1   | BYE              | Brooks W 4-3     | Jazdani W 7-1    | złoto   | [ 48 ] |
| Julijana Janewa    | do 76 kg (k)                     | Marín P 1-7      | NQ               | NQ               | NQ               | NQ               | 15.     | [ 49 ] |